# روبرت أ. كرافت
روبرت أ. كرافت (بالإنجليزية: Robert A. Kraft)‏ هو مترجم الكتاب المقدس ‏ ومترجم أمريكي، ولد في 1934.